# Академічне веслування на літніх Олімпійських іграх 2024 — парні двійки, легка вага (чоловіки)
Змагання з академічного веслування в парних двійках легкої ваги серед чоловіків на літніх Олімпійських іграх 2020 у Парижі тривають з 28 липня до 2 серпня на Національному олімпійському морському стадіоні Іль-де-Франс у Вер-сюр-Марні. Змагаються 32 веслувальники (16 двійок) з 16 країн.

## Рекорди
Перед змаганнями чинні світовий та олімпійський рекорди були такі:
| Світовий рекорд     | Ірландія | 6:05.33 | Токіо, Японія | 2021 |
| Олімпійський рекорд | Ірландія | 6:05.33 | Токіо, Японія | 2021 |

## Підсумки

### Попередні запливи
Перші два човни з кожного запливу кваліфікувалися до півфіналів, а решта - потрапили до втішного запливу.

#### Заплив 1
| Місце | Доріжка | Веслувальник                          | Країна          | Час     | Нотатки |
| ----- | ------- | ------------------------------------- | --------------- | ------- | ------- |
| 1     | 4       | Рафаель Агумада Ян Шобле              | Швейцарія (SUI) | 6:24.88 | Q       |
| 2     | 3       | Денніс Карраседо Ферреро Каетано Орта | Іспанія (ESP)   | 6:28.92 | Q       |
| 3     | 1       | Юго Бере Фердінан Людвіг              | Франція (FRA)   | 6:31.32 | В       |
| 4     | 6       | Мігель Анхель Карбальйо Алексіс Лопес | Мексика (MEX)   | 6:37.46 | В       |
| 5     | 5       | Наокі Фурута Масаюкі Міяура           | Японія (JPN)    | 6:52.58 | В       |
| 6     | 2       | Алехандро Коломіно Педро Діксон       | Аргентина (ARG) | 7:04.34 | В       |

#### Заплив 2
| Місце | Доріжка | Веслувальник                         | Країна           | Час     | Нотатки |
| ----- | ------- | ------------------------------------ | ---------------- | ------- | ------- |
| 1     | 5       | Стефано Оппо Габріель Соарес         | Італія (ITA)     | 6:29.17 | Q       |
| 2     | 1       | Їржи Шиманек Мірослав Враштіл мол.   | Чехія (CZE)      | 6:34.33 | Q       |
| 3     | 4       | Нільс ван Зандвеґе Тібо Віве         | Бельгія (BEL)    | 6:45.07 | В       |
| 4     | 3       | Ебер Сануеса Сезар Абароа            | Чилі (CHI)       | 6:46.90 | В       |
| 5     | 2       | Шахзод Нурматов Сабірджон Сафаролієв | Узбекистан (UZB) | 6:56.57 | В       |

#### Заплив 3
| Місце | Доріжка | Веслувальник                             | Країна         | Час     | Нотатки |
| ----- | ------- | ---------------------------------------- | -------------- | ------- | ------- |
| 1     | 4       | Фінтан Маккарті Пол О'Донован            | Ірландія (IRL) | 6:34.12 | Q       |
| 2     | 3       | Ларс Бенске Аск Тьєм                     | Норвегія (NOR) | 6:41.77 | Q       |
| 3     | 2       | Петрос Гайдаціс Антоніос Папаконстантіну | Греція (GRE)   | 6:46.90 | В       |
| 4     | 5       | Ігор Хмара Станіслав Ковальов            | Україна (UKR)  | 7:00.13 | В       |
| 5     | 1       | Ахмед Абдельаал Мохамед Кота             | Єгипет (EGY)   | 7:20.92 | В       |

### Втішні запливи
Перші 3 човки з кожного запливу кваліфікуються до півфіналів, решта - потрапляють до фіналу C.

#### Втішний заплив 1
| Місце | Доріжка | Веслувальник                             | Країна          | Час     | Нотатки |
| ----- | ------- | ---------------------------------------- | --------------- | ------- | ------- |
| 1     | 2       | Петрос Гайдаціс Антоніос Папаконстантіну | Греція (GRE)    | 6:39.46 | Q       |
| 2     | 3       | Юго Бере Фердінан Людвіг                 | Франція (FRA)   | 6:50.98 | Q       |
| 3     | 5       | Алехандро Коломіно Педро Діксон          | Аргентина (ARG) | 6:52.94 | Q       |
| 4     | 4       | Ебер Сануеса Сезар Абароа                | Чилі (CHI)      | 6:58.78 | C       |
| 5     | 1       | Ахмед Абдельаал Мохамед Кота             | Єгипет (EGY)    | 7:14.95 | C       |

#### Втішний заплив 2
| Місце | Доріжка | Веслувальник                          | Країна           | Час     | Нотатки |
| ----- | ------- | ------------------------------------- | ---------------- | ------- | ------- |
| 1     | 3       | Нільс ван Зандвеґе Тібо Віве          | Бельгія (BEL)    | 6:42.99 | Q       |
| 2     | 4       | Ігор Хмара Станіслав Ковальов         | Україна (UKR)    | 6:46.05 | Q       |
| 3     | 2       | Мігель Анхель Карбальйо Алексіс Лопес | Мексика (MEX)    | 6:47.60 | Q       |
| 4     | 5       | Шахзод Нурматов Сабірджон Сафаролієв  | Узбекистан (UZB) | 6:50.61 | C       |
| 5     | 1       | Наокі Фурута Масаюкі Міяура           | Японія (JPN)     | 7:04.48 | C       |

### Півфінали

#### Півфінал A/B 1
| Місце | Доріжка | Веслувальник                       | Країна          | Час     | Нотатки |
| ----- | ------- | ---------------------------------- | --------------- | ------- | ------- |
| 1     | 4       | Фінтан Маккарті Пол О'Донован      | Ірландія (IRL)  | 6:21.88 | FA      |
| 2     | 3       | Рафаель Агумада Ян Шобле           | Швейцарія (SUI) | 6:24.31 | FA      |
| 3     | 5       | Їржи Шиманек Мірослав Враштіл мол. | Чехія (CZE)     | 6:25.99 | FA      |
| 4     | 6       | Юго Бере Фердінан Людвіг           | Франція (FRA)   | 6:26.60 | FB      |
| 5     | 2       | Нільс ван Зандвеґе Тібо Віве       | Бельгія (BEL)   | 6:30.49 | FB      |
| 6     | 1       | Алехандро Коломіно Педро Діксон    | Аргентина (ARG) | 6:51.59 | FB      |

#### Півфінал A/B 2
| Місце | Доріжка | Веслувальник                             | Країна         | Час     | Нотатки |
| ----- | ------- | ---------------------------------------- | -------------- | ------- | ------- |
| 1     | 4       | Стефано Оппо Габріель Соарес             | Італія (ITA)   | 6:22.85 | FA      |
| 2     | 2       | Петрос Гайдаціс Антоніос Папаконстантіну | Греція (GRE)   | 6:23.36 | FA      |
| 3     | 5       | Ларс Бенске Аск Тьєм                     | Норвегія (NOR) | 6:26.62 | FA      |
| 4     | 3       | Денніс Карраседо Ферреро Каетано Орта    | Іспанія (ESP)  | 6:35.05 | FB      |
| 5     | 6       | Ігор Хмара Станіслав Ковальов            | Україна (UKR)  | 6:37.35 | FB      |
| 6     | 1       | Мігель Анхель Карбальйо Алексіс Лопес    | Мексика (MEX)  | 6:37.43 | FB      |

### Фінали

#### Фінал C
| Місце | Доріжка | Веслувальник                         | Країна           | Час     | Нотатки |
| ----- | ------- | ------------------------------------ | ---------------- | ------- | ------- |
| 13    | 3       | Ебер Сануеса Сезар Абароа            | Чилі (CHI)       | 6:28.00 |         |
| 14    | 4       | Наокі Фурута Масаюкі Міяура          | Японія (JPN)     | 6:30.93 |         |
| 15    | 2       | Шахзод Нурматов Сабірджон Сафаролієв | Узбекистан (UZB) | 6:31.33 |         |
| 16    | 1       | Ахмед Абдельаал Мохамед Кота         | Єгипет (EGY)     | 6:37.92 |         |

#### Фінал B
| Місце | Доріжка | Веслувальник                          | Країна          | Час     | Нотатки |
| ----- | ------- | ------------------------------------- | --------------- | ------- | ------- |
| 7     | 3       | Юго Бере Фердінан Людвіг              | Франція (FRA)   | 6:19.73 |         |
| 8     | 4       | Денніс Карраседо Ферреро Каетано Орта | Іспанія (ESP)   | 6:19.90 |         |
| 9     | 5       | Нільс ван Зандвеґе Тібо Віве          | Бельгія (BEL)   | 6:20.28 |         |
| 10    | 6       | Мігель Анхель Карбальйо Алексіс Лопес | Мексика (MEX)   | 6:25.84 |         |
| 11    | 2       | Ігор Хмара Станіслав Ковальов         | Україна (UKR)   | 6:26.32 |         |
| 12    | 1       | Алехандро Коломіно Педро Діксон       | Аргентина (ARG) | 6:31.86 |         |

#### Фінал A
| Місце | Доріжка | Веслувальник                             | Країна          | Час     | Нотатки |
| ----- | ------- | ---------------------------------------- | --------------- | ------- | ------- |
| 1     | 3       | Фінтан Маккарті Пол О'Донован            | Ірландія (IRL)  | 6:10.99 |         |
| 2     | 4       | Стефано Оппо Габріель Соарес             | Італія (ITA)    | 6:13.33 |         |
| 3     | 2       | Петрос Гайдаціс Антоніос Папаконстантіну | Греція (GRE)    | 6:13.44 |         |
| 4     | 5       | Рафаель Агумада Ян Шобле                 | Швейцарія (SUI) | 6:16.50 |         |
| 5     | 6       | Ларс Бенске Аск Тьєм                     | Норвегія (NOR)  | 6:20.92 |         |
| 6     | 1       | Їржи Шиманек Мірослав Враштіл мол.       | Чехія (CZE)     | 6:21.00 |         |